# Vennheide (Münster)
Vennheide ist der Name einer Stadtzelle von Münster in Westfalen.
Sie gehört zum Stadtbezirk Hiltrup sowie zum Wohnbereich (Stadtteil) Berg Fidel, ist von diesem allerdings sowohl geographisch als auch optisch deutlich abgrenzbar.
Die Stadtzelle hat eine Fläche von 1,67 km². Sie wird im Osten durch die Hammer Straße/B54 begrenzt. Im Norden und Westen bilden die Bahnstrecken Richtung Gelsenkirchen bzw. Dortmund natürliche Grenzen. Die südliche Grenze zur Stadtzelle Hünenburg verläuft auf Höhe des Hofes Lördemann (an der Westfalenstraße gelegen).
Die Vennheide ist ländlich geprägt, wobei sowohl forst- als auch landwirtschaftliche Flächen zu finden sind. Teile des Gebietes sind als Wasserschutzgebiete ausgewiesen. Am Vennheideweg befindet sich dazu ein städtisches Wasserwerk, welches den südlichen Teil des Stadtgebietes von Münster versorgt.
In der Vennheide bestehen zwei Wohnsiedlungen: Im nordöstlichen Bereich befindet sich die Siedlung Vennheideweg/Elsa-Brändström-Weg, im südwestlichen Bereich existiert außerdem die Splittersiedlung Grollheide/Am Brook.

## Geschichte
Bis in die 1930er Jahre bestand die Vennheide weitgehend aus land- und forstwirtschaftlichen Flächen. Ende des 19. Jahrhunderts wurde hier durch den Westfälischen Reiterverein eine Pferdebahn angelegt, deren Stilllegung folgte zu Beginn des Ersten Weltkrieges ein militärisch genutztes Gefangenenlager. 1933 wurde für diesen Bereich vom Stadtrat von Münster ein Projekt zum sozialen Wohnungsbau beschlossen. Die am äußersten Südrand der Stadt neu entstehende Siedlung sollte insbesondere kinderreichen Familien die Möglichkeit geben, ausreichend Wohnraum in Stadt- (und damit Arbeitsplatz-)nähe zu finden. Die Einteilung der Grundstücke berücksichtigte dabei den Wunsch nach ausreichenden Gartenflächen zur teilweisen Selbstversorgung der Bewohner durch Gemüseanbau, so dass die Grundstücksparzellen mit je circa 1000–1500 m² überdurchschnittlich groß sind. Von Anfang an entstanden dabei neben zahlreichen Einfamilienhäusern (bzw. meist Doppelhaushälften) auch Mehrfamilienhäuser. Diese wurden zwischenzeitlich größtenteils erneuert.
Nach der Verabschiedung eines neuen Bebauungsplans im Jahr 1987 durfte die Bebauung innerhalb der Siedlung verdichtet werden, so dass sich heute auf den meisten Grundstücken mehrere Wohnhäuser befinden.
Bestand anfangs keine direkte städtebauliche Verbindung zum übrigen Stadtgebiet Münsters, änderte sich dies Ende der 1960er-Jahre, als im vormals ebenfalls landwirtschaftlich genutzten Bereich nördlich der Bahnstrecke Münster-Gelsenkirchen der Stadtteil Berg Fidel entstand.
Nach der nordrhein-westfälischen Kommunalreform 1975 aufgrund des Münster/Hamm-Gesetzes wurde die Vennheide Teil des neu gegründeten Stadtbezirks Hiltrup (benannt nach dem eingemeindeten, südlich gelegenen Ort Hiltrup), obwohl das Gebiet schon vorher zur Stadt Münster (und nie zu Hiltrup) gehört hatte.

## Vereine
1951 wurde der Schützenverein Vennheide gegründet. Ein Jahr später begannen einige Vereinsmitglieder mit dem Aufbau eines eigenen Spielmannszuges, dem Spielmannszug Vennheide von 1952 e. V. Das jährlich auf dem Gelände der Gaststätte Vennemann an der Hammer Straße stattfindende Schützenfest ist noch heute das größte Ereignis in der Vennheide.
Am Vennheideweg wird die Kleingartenanlage des Kleingartenvereins Vennheide e. V. unterhalten.
Weiterhin erwähnenswert ist der Fußballverein „Berg Fidel/Vennheide 72 Münster“. Vorgänger war die 1954 von Vennheider Bürgern gegründete „Teutonia Vennheide“. Bis zum Aufstieg in die Landesliga 1970 konnte der Verein eine stetige Aufwärtsentwicklung verzeichnen. Da die Teutonia bis zu diesem Zeitpunkt nur einen provisorischen Sportplatz am Sonnenbergweg unterhielt – der auch dem heutigen Verein noch als Spielstätte dient – wurde daraufhin ein finanzstarker Fusionspartner gesucht, um den Sportbetrieb dauerhaft sicherstellen zu können. 1971 folgte die Fusion mit Schwarzweiss Coerde zu Teutonia Münster. Der neu gegründete Verein sorgte einige Zeit für Aufsehen, insbesondere aufgrund des selbstgesteckten Ziels, den dominanten damaligen Zweitligisten SC Preußen Münster leistungsmäßig überholen zu wollen. Dieses Ziel wurde aufgrund persönlicher Differenzen zwischen den beiden Sponsoren schnell wieder aufgegeben, die Spieler orientierten sich daraufhin weitgehend wieder in die Vennheide zum 1972 neu gegründeten BFV.